# Humulus yunnanensis
Espèce
Humulus yunnanensis est une espèce de plantes à fleurs dicotylédones de la famille des Cannabaceae, originaire de Chine (Yunnan).